# Léonel de Moustier (1817-1869)
Pour les autres membres de la famille, voir de Moustier.
Pour les articles homonymes, voir Léonel de Moustier.
Léonel Rémi François, 5e marquis de Moustier est un diplomate et homme politique français né le 28 août 1817 à Paris, où il est mort le 5 février 1869.

## Biographie

### Jeunesse et vie politique

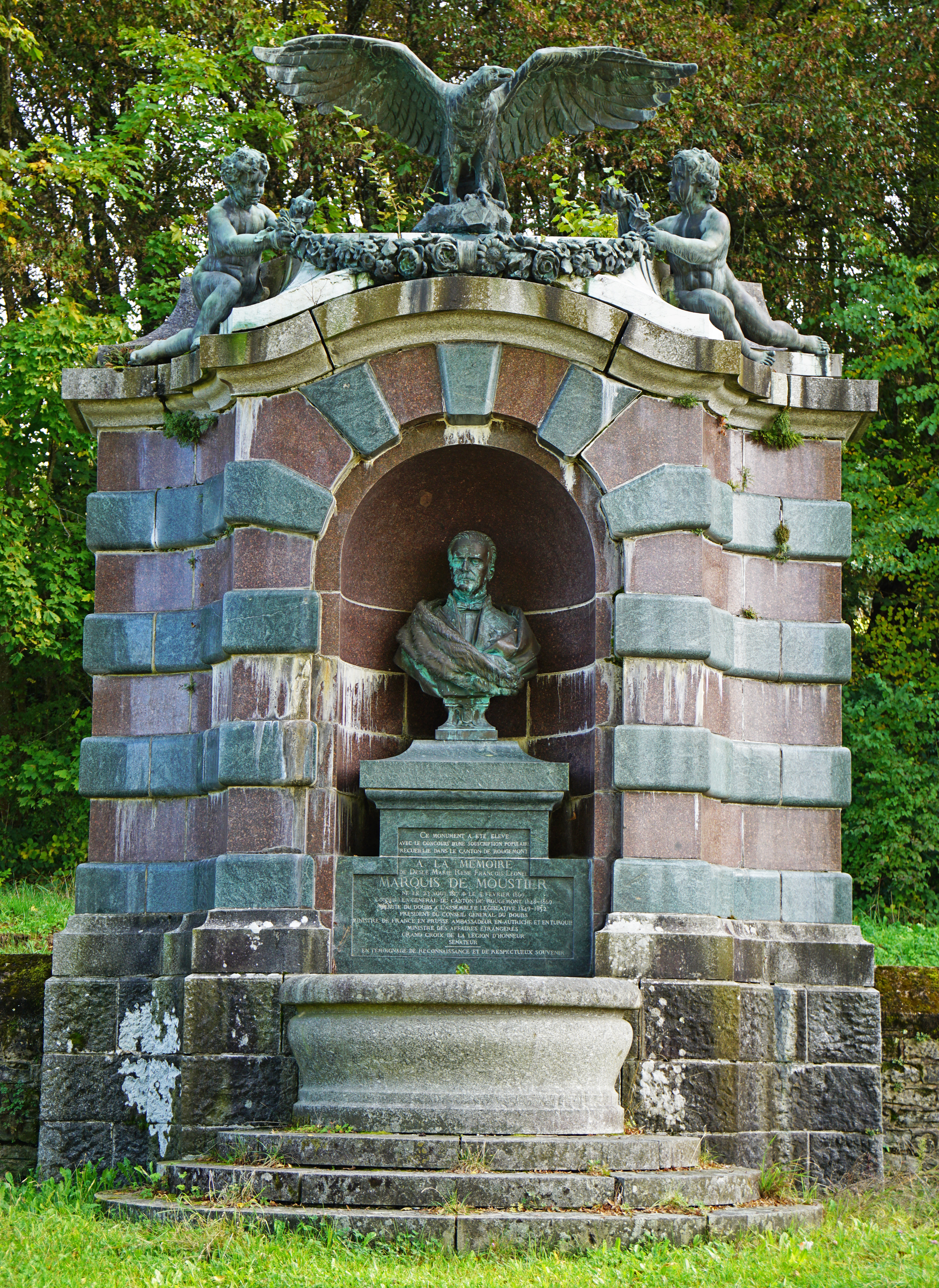
Monument qui lui est dédié à Cubry.

Issu d'une vieille famille franc-comtoise, localisée dans le canton de Rougemont (Doubs), il est le fils de Clément-Édouard de Moustier, qui fut ambassadeur à Berne et à Madrid, député de Baume-les-Dames, pair de France et commandeur de la Légion d'honneur.
Il fait ses études à Paris, d'abord au collège Stanislas puis aux facultés des Lettres et de Droit.
Il épouse à Bruxelles, en 1843, Françoise-Ghislaine de Mérode, qui est issue d'une grande famille de la noblesse belge implantée dans le Doubs.
Il se fait élire, en 1848, au sein du conseil général du Doubs. Léonel de Moustier est très hostile aux républicains révolutionnaires qui, dans le contexte mouvementé de mai-juin 1848, suscitent de grands troubles à Paris mais aussi en Franche-Comté. Il se distingue au sein de son conseil général par sa proposition de convoquer de plein droit les conseils généraux si l'Assemblée législative se trouvait dispersée ou dissoute. Tous pouvoirs leur seraient alors confiés pour prendre, dans chaque département, les mesures nécessaires au maintien de l'ordre.
En avril 1849, il est élu député du Doubs au sein de la liste catholique emmenée par Montalembert, dont il est très proche. Il siège au Palais-Bourbon dans les rangs du parti de l'Ordre, qui réunit les droites inquiétées par la menace d'une nouvelle révolution.
Comme Montalembert, il se rallie au coup d'état de Louis-Napoléon Bonaparte. L'Assemblée législative ayant été dissoute, Moustier est nommé parmi les 78 membres qui forment la commission consultative. Il en démissionne cependant quelques semaines plus tard pour protester contre le décret qui spolie la famille des Orléans.
À la différence de Montalembert, qui évolue vers l'opposition au régime, Moustier reste favorable à celui qui est désormais l'empereur Napoléon III.

### Carrière d'ambassadeur
En mars 1853, le ministre des Affaires étrangères, Édouard Drouyn de Lhuys, soucieux de regarnir le haut personnel diplomatique, le nomme ministre plénipotentiaire de France à Berlin. Dans le contexte de la guerre de Crimée, Moustier œuvre au sein de la cour des Hohenzollern à maintenir à distance les partisans de l'alliance russe. Il apporte également, par l'entremise d'un espion, d'utiles renseignements quant aux points faibles du fort de Sébastopol, alors assiégé par les Français et les Anglais.
En 1859, il est envoyé à Vienne, en qualité d'ambassadeur, alors que la paix de Villafranca vient d'être signée entre la France et l'Autriche. Moustier s'emploie à pacifier les relations entre les deux pays envenimées par la situation en Italie qui reste très mouvementée. Bien qu'il soit réservé quant à la politique des nationalités de Napoléon III, il doit tenir l'Autriche à l'écart d'une intervention armée en Italie qui aurait pour but de mettre un terme aux révolutions qui renversent les principautés et royaumes de la péninsule et favorisent l'unification.
En 1861, Moustier est nommé ambassadeur à Constantinople. L'Empire ottoman est alors agité par des crises en Serbie, au Monténégro et en Roumanie et la période de faiblesse de la Russie, après la guerre de Crimée, semble révolue. Moustier réussit à infléchir l'intransigeance des vizirs et à éviter la naissance de nouvelles crises locales. Il encourage également de manière très active les réformes de l'empire ottoman (Tanzimat) en faveur d'une plus grande liberté des chrétiens, des étrangers et d'une modernisation de l'appareil d'État. Enfin il soutient efficacement Ferdinand de Lesseps dans ses travaux de creusement du canal de Suez.

### Ministère des Affaires étrangères
Après la démission d'Édouard Drouyn de Lhuys, Moustier est choisi comme ministre des affaires étrangères dans le 3e gouvernement Louis-Napoléon Bonaparte, le 1er septembre 1866. Ses trois affaires majeures sont l'affaire du Luxembourg, le retrait des troupes françaises du Mexique et la question romaine.
Rouher et Napoléon III avaient opté, en 1866, pour une politique de neutralité lors du conflit austro-prussien, en espérant des compensations territoriales sur le Rhin. Mais une fois le conflit terminé à la faveur de la Prusse, Bismarck rejette publiquement l'idée qu'une terre germanique passe dans les mains des Français. Lorsque Moustier prend possession du Quai d'Orsay, les négociations se sont déplacées sur le Luxembourg que Napoléon III entend acheter au roi des Pays-Bas, en mal de finances. Mais la Prusse étant entre-temps devenue une puissance majeure par ses acquisitions en Allemagne du nord, Bismarck affirme considérer désormais le Luxembourg comme une terre germanique. Guillaume III des Pays-Bas, qui craint la puissance prussienne, se rétracte alors et l'affaire est réglée par le traité de Londres de 1867. La France n'acquiert pas le Luxembourg mais celui-ci est déclaré neutre, la forteresse de Luxembourg démantelée et la garnison prussienne évacuée.
Au Mexique, l'empereur Maximilien Ier, bien que soutenu par des troupes françaises, est dans une situation de plus en plus inconfortable. La rébellion conduite par Juarez s'intensifie et contrôle à partir de 1866 la majeure partie du pays. De plus, les États-Unis, délivrés de la guerre de Sécession depuis 1865, exigent le départ de toute présence étrangère de leur frontière et soutiennent activement les milices de Juarez qu'ils fournissent en armes, matériel et munitions. En présence de pressantes sommations de Washington, Moustier doit donc négocier le départ des troupes françaises en ménageant Maximilien Ier et sans que l'évacuation précipitée ne déclenche une catastrophe militaire. En février 1867, les dernières troupes françaises quittent le pays et Maximilien, qui a choisi de rester, est emprisonné puis fusillé quelques mois plus tard.
En Italie, la France est désormais la seule garante de l'intégrité territoriale des États pontificaux. Le royaume d'Italie, qui s'étend à présent sur toute l'étendue de la péninsule à l'exception du Latium, n'accepte toujours pas que Rome ne soit pas sa capitale. Pour éviter une guerre en Italie, la France avait négocié et signé la convention dite du "15 septembre" avec le gouvernement de Florence. Selon ses termes, le royaume d'Italie s'engageait à ne pas envahir les États du pape ni à le déstabiliser en favorisant les actions des milices garibaldiennes. L’objectif était de pérenniser la situation en liquidant les différends entre le pape et l'Italie. En échange, la France évacuait son corps expéditionnaire, présent à Civita-Vechia depuis 1849. Mais à l'arrivée de Moustier, les choses sont restées au point mort, du fait du blocage des négociations entre les chancelleries italienne et pontificale à propos de questions financières. Moustier décide d'accélérer les choses pour régler définitivement cette situation sommaire en passant outre à la diplomatie pontificale et aux atermoiements de Florence. Il obtient ainsi le règlement des questions financières et, en décembre 1866, les troupes françaises rembarquent. Pourtant, dès l'année suivante, le gouvernement italien de Rattazzi ne respecte plus l'accord et n'empêche pas l'invasion des États pontificaux par une armée de garibaldiens qui s'est massée à la frontière du Latium, avec l'accord tacite de l'armée italienne. La France ayant déjà été humiliée par la Prusse à l'occasion de l'affaire du Luxembourg, et refusant qu'une situation analogue ne se reproduise, Moustier obtient de Napoléon III l'envoi d'un nouveau corps expéditionnaire à Rome. Celui-ci arrive juste à temps pour infliger aux milices garibaldiennes, le 3 novembre 1867, une cuisante défaite devant Mentana.
En mauvaise santé, Moustier quitte le ministère le 17 décembre 1868, et est nommé par l'empereur sénateur. Obligé de rester alité, il ne siégera jamais et meurt à Paris deux mois après sa démission, le 5 février 1869.
Son fils, René, son petit-fils, Léonel, et son arrière-petit-fils, Roland seront eux aussi députés du Doubs.

## Décorations
- Grand-croix de la Légion d'honneur 1867 (Second Empire)
- Grand-croix de l'ordre de l'Aigle noir (royaume de Prusse)
- Chevalier de Ire classe de l'ordre de l'Aigle rouge de première classe (royaume de Prusse)
- Grand-croix de l'ordre Saint-Étienne de Hongrie (royaume de Hongrie)
- Grand-croix de l'ordre de l'Osmaniye (Empire ottoman)
- Grand-croix de l'ordre des Séraphins (Suède)
- Ordre de Pie IX (Vatican)
- Grand-croix de l’ordre de Léopold (Belgique)
- Grand-croix de l’ordre de la Maison ernestine de Saxe
- Grand-croix de l'ordre du Sauveur (royaume de Grèce)
- Grand-croix de l'ordre de la Tour et de l'Épée (royaume de Portugal)

## Sources
- « Moustier (Desle-Marie-René-François-Lionel, marquis de) », dans Adolphe Robert et Gaston Cougny, Dictionnaire des parlementaires français, Edgar Bourloton, 1889-1891 [détail de l’édition] [texte sur Sycomore]
- Xavier Lacroix, " Le marquis de Moustier, diplomate du Second Empire", Questions internationales, n°91-92 (juin 2018), p. 157-164, http://www.ladocumentationfrancaise.fr/catalogue/0900016009106/index.shtml
- "Un billet de Xavier Lacroix : Les 150 ans de la mort du marquis de Moustier", Fondation Napoléon, février 2019, https://www.napoleon.org/histoire-des-2-empires/articles/un-billet-de-xavier-lacroix-les-150-ans-de-la-mort-du-marquis-de-moustier/